# Theodor Stolojan
Theodor Dumitru Stolojan (ur. 24 października 1943 w Târgoviște) – rumuński polityk i ekonomista, deputowany krajowy i minister, w latach 1991–1992 premier Rumunii, poseł do Parlamentu Europejskiego VI, VII i VIII kadencji.

## Życiorys
W 1966 ukończył ekonomię na Akademii Studiów Ekonomicznych w Bukareszcie. Uzyskał później stopień doktora w zakresie ekonomii. Do 1971 pracował następnie jako ekonomista w przedsiębiorstwie Frigotehnica. Od 1971 do 1989 był zatrudniony w Ministerstwie Finansów – najpierw jako ekonomista w Departamencie Budżetu (1972–1977), następnie jako szef księgowości budżetowej (1978–1982) oraz dyrektor Departamentu Międzynarodowych Stosunków Finansowych i Walutowych i generalny inspektor Departamentu Przychodów Państwowych (1988–1989).
W grudniu 1989, po rewolucji z tego samego roku, objął stanowisko wiceministra finansów. Następnie od czerwca 1990 do kwietnia 1991 pełnił funkcję ministra finansów w rządzie Petre Romana. 1 października 1991 został mianowany nowym premierem, którym pozostał do 4 listopada 1992. W latach 1992–1998 pracował jako ekonomista w Banku Światowym w Waszyngtonie. W 2000 powrócił do polityki. Wstąpił do Partii Narodowo-Liberalna, wziął z jej ramienia udział w wyborach prezydenckich w 2000, w których zajął trzecie miejsce (za Ionem Iliescu i Corneliem Vaddim Tudorem). W 2000 uzyskał mandat posła do Izby Deputowanych, z którego jednak w tym samym roku zrezygnował.
W 2002 został przewodniczącym liberałów. Przed wyborami prezydenckimi w 2004 doprowadził do sojuszu swojej partii z Partią Demokratyczną Traiana Băsescu. W lutym 2004 został wspólnym kandydatem tych ugrupowań na urząd prezydenta. Zrezygnował ostatecznie z udziału w wyborach oraz z przewodzenia PNL, motywując tę decyzję poważnymi problemami zdrowotnymi. Nowym kandydatem koalicji został Traian Băsescu, który wygrał wybory. Theodor Stolojan od 2004 do 2006 był doradcą prezydenta.
W październiku 2006 został wykluczony z Partii Narodowo-Liberalnej. W grudniu 2006 utworzył własne ugrupowanie, Partię Liberalno-Demokratyczną. W wyborach do Parlamentu Europejskiego w 2007 uzyskał mandat eurodeputowanego z ramienia PLD. W styczniu 2008 doprowadził do połączenia liberalnych demokratów z Partią Demokratyczną w Partię Demokratyczno-Liberalną, której został pierwszym wiceprzewodniczącym.
We wrześniu 2008 Theodor Stolojan został mianowany kandydatem PDL na stanowisko premiera. W wyborach parlamentarnych z 30 listopada 2008 jego ugrupowanie uzyskała 115 mandatów w 334-osobowej Izbie Deputowanych, o jeden więcej niż Partia Socjaldemokratyczna. 10 grudnia 2008 Traian Băsescu powierzył mu misję sformowania nowego gabinetu. Jednakże już 15 grudnia tego samego roku zrezygnował z niej, motywując to swoim przekonaniem o konieczności przekazania władzy młodszemu pokoleniu. Na czele nowego rządu stanął również należący do PDL Emil Boc.
W wyborach w 2009 Theodor Stolojan uzyskał reelekcję do Parlamentu Europejskiego. Został członkiem prezydium grupy Europejskiej Partii Ludowej oraz wiceprzewodniczącym Komisji Gospodarczej i Monetarnej. W 2014 został wybrany na kolejną kadencję Europarlamentu. Wraz ze swoim ugrupowaniem dołączył następnie do Partii Narodowo-Liberalnej.

## Odznaczenia
- Kawaler Orderu Wiernej Służby – 2002[9]